# Chi si aiuta Dio l'aiuta
Chi si aiuta Dio l'aiuta (titolo originale in lingua inglese: Self-help) è un libro didascalico pubblicato nel 1859 dallo scrittore britannico Samuel Smiles e tradotto in lingua italiana nel 1865.

## Storia
Self-Help era la raccolta dei testi di una serie di conferenze tenute da Samuel Smiles a un gruppo di giovani inglesi della classe lavoratrice per spingerli a migliorare la propria posizione sociale. La tesi dominante del libro era dimostrare come la forza di volontà fosse in grado vincere ogni ostacolo, per cui un uomo volenteroso era in grado sollevarsi dalle più basse condizioni economiche e sociali alla fama e alla ricchezza. Il testo ebbe un successo travolgente in tutta Europa e fu definito "la Bibbia del liberalismo vittoriano". In Italia ne vennero vendute ben 150 000 copie in pochi mesi e il presidente del consiglio Menabrea diede disposizione ufficiali perché fosse fatta un'opera analoga con esempi di italiani di successo, esortazione realizzata dallo scienziato Michele Lessona nel 1869 col suo Volere è potere.

## Capitoli del libro

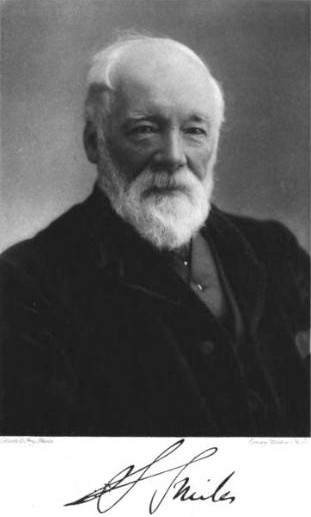
Samuel Smiles (foto del 1905)

Nella terza edizione italiana il libro era composto dai seguenti quattrorici capitoli (fra parentesi i corrispondenti capitoli della versione originale in lingua inglese):
- I. Fiducia in se stesso, nazionale e internazionale (Self-Help— National and Individual)
- II. Fondatori d'industrie (Leaders of Industry)
- III. Inventori e produttori (Inventors and Producers)
- IV. Applicazione e perseveranza (Application and Perseverance)
- V. Aiuti ed occasioni — Discipline scientifiche (Helps and Opportunities— Scientific Pursuits)
- VI. Operai nell'arte (Workers in Art)
- VII. I pari d'Inghilterra e l'industria (Industry and the Peerage)
- VIII. Energia e coraggio (Energy and Courage)
- IX. Qualità per gli affari (Men of Business)
- X. Il danaro — suo uso ed abuso (Money— Its Use and Abuse)
- XI. L'educazione di se stesso (Self-Culture)
- XII. Facilità e difficoltà (Facilities and Difficulties)
- XIII. Esempi e modelli (Example— Models)
- XIV. Nobiltà di carattere — il vero gentiluomo (Character— the True Gentleman)